# Hatena Illusion
Hatena Illusion (はてな☆イリュージョン Hatena☆Iryūjon?) es una serie de novelas ligeras escritas por Tomohiro Matsu e ilustradas por Kentaro Yabuki. Una adaptación al manga con arte de Pochi Edoya comenzó la serialización en línea a través del sitio web de Niconico Seiga en noviembre de 2018 y una adaptación al anime de Children's Playground Entertainment fue estrenada el 9 de enero de 2020.

## Argumento
Makoto Shiranui sueña con convertirse en mago y llega a Tokio para convertirse en alumno del mundialmente famoso ilusionista Mamoru Hoshisato, amigo de su familia. En la estación, es asaltado por una bella ladrona, y cuando llega a la mansión del maestro, su amiga de la infancia Kana, que resulta ser la hija de su futuro maestro, ha cambiado mucho. Y ahora no se entienden en absoluto.

## Personajes
Makoto Shiranui (不知火真 Shiranui Makoto?)
 Seiyū: Yoshitsugu Matsuoka
Kana Hoshisato (星里果菜 Hoshisato Kana?)
 Seiyū: Aina Suzuki
Yumemi Hoshisato (星里夢未 Hoshisato Yumemi?)
 Seiyū: Miyu Tomita
Emma Sakurai (桜井エマ Sakurai Emma?)
 Seiyū: Mao Ichimichi
Jeeves Wodehouse (?)
 Seiyū: Takashi Matsuyama
Mamoru Hoshisato (?)
 Seiyū: Yoshimasa Hosoya
Mabe Hoshisato (?)
 Seiyū: Yoshino Nanjō
Mariah Grene (?)
 Seiyū: Satomi Arai
Kokomi Kikyōin (?)
 Seiyū: Sumire Uesaka

## Contenido de la obra

### Novela ligera
Shūeisha publicó cuatro volúmenes de la novela ligera desde 2014 bajo su sello Dash X Bunko, con el último volumen publicado en noviembre de 2015. La serie quedó sin terminar debido a la muerte del autor en mayo de 2016.

#### Hatena☆Illusion
| N.º | Fecha de lanzamiento    | ISBN original          |
| --- | ----------------------- | ---------------------- |
| 1   | 21 de noviembre de 2014 | ISBN 978-4-08-631007-9 |
| 2   | 24 de abril de 2015     | ISBN 978-4-08-631038-3 |
| 3   | 25 de agosto de 2015    | ISBN 978-4-08-631063-5 |
| 4   | 25 de noviembre de 2015 | ISBN 978-4-08-631082-6 |

#### Hatena☆Illusion R
| N.º | Fecha de lanzamiento  | ISBN original          |
| --- | --------------------- | ---------------------- |
| 1   | 23 de agosto de 2019  | ISBN 978-4-08-631324-7 |
| 2   | 21 de febrero de 2020 | ISBN 978-4-08-631350-6 |

### Manga
Pochi Edoya lanzó una adaptación al manga en el sitio web de Niconico Seiga en noviembre de 2018. Shūeisha publicó el primer volumen tankōbon el 19 de septiembre de 2019.
| N.º | Fecha de lanzamiento  | ISBN original          |
| --- | --------------------- | ---------------------- |
| 1   | 17 de enero de 2020   | ISBN 978-4-08-891297-4 |
| 2   | 19 de febrero de 2020 | ISBN 978-4-08-891525-8 |
| 3   | 19 de junio de 2020   | ISBN 978-4-08-891645-3 |
| 4   | 18 de marzo de 2021   | ISBN 978-4-08-891861-7 |

### Anime
La adaptación al anime fue anunciada en la convención AnimeJapan en marzo de 2017. La serie es animada por Children's Playground Entertainment y dirigida por Shin Matsuo, con guion de Tatsuya Takahashi y Ruizu Nakano diseñando los personajes. Se estrenó el 9 de enero de 2020 en BS NTV, MBS y Tokyo MX. Liyuu interpreta el tema de apertura «Magic Words», mientras que Aina Suzuki el tema de cierre «Hikari Iro no Uta».